# Protection différentielle
Cet article concerne protection différentielle haute tension. Pour celle basse tension, voir Disjoncteur.

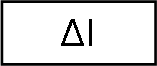
Symbole CEI d'une protection différentielle

Une protection différentielle est une protection électrique qui consiste à comparer le courant entrant et le courant sortant d'un appareil. Si les deux sont différents, la protection conclut à une fuite à l'intérieur de l'appareil et commande son retrait du réseau électrique, on parle de « déclenchement ».
La protection différentielle est une protection très répandue. Elle sert à protéger en particulier les jeux de barres, les générateurs et les transformateurs. Dans la numérotation ANSI, elle porte le numéro 87. Si elle concerne un jeu de barre (bus en anglais) on lui accole un B : 87B, pour un transformateur un T, pour un générateur un G.

## Principe de fonctionnement

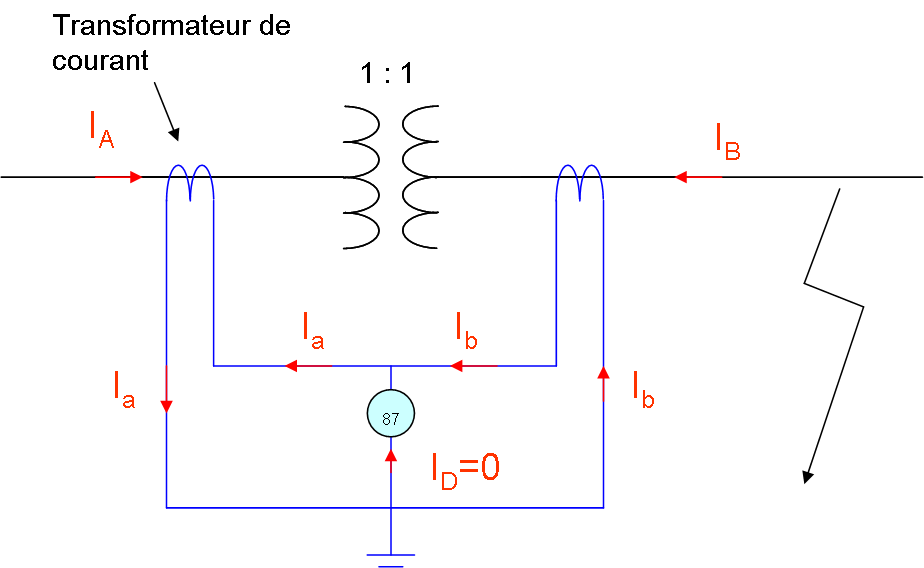
En cas de défaut externe, le courant différentiel est nul

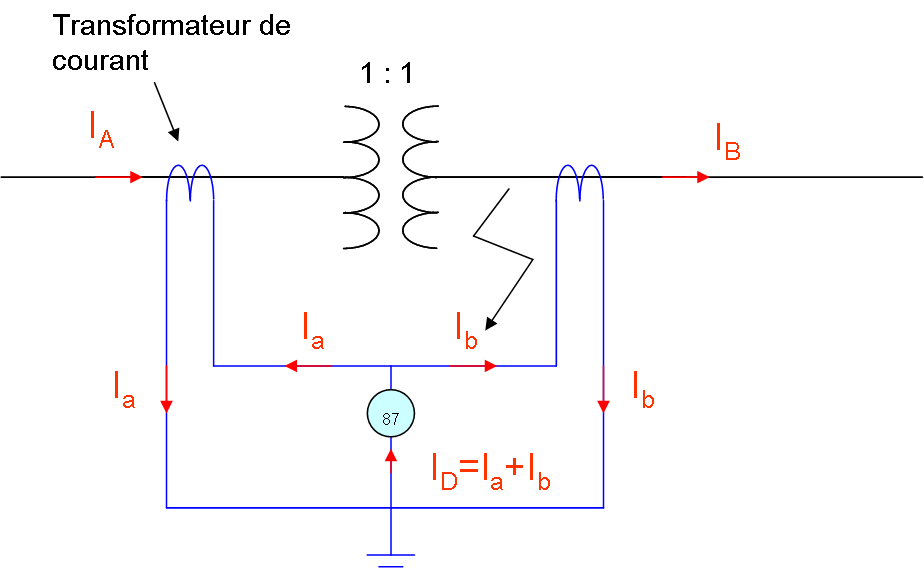
En cas de défaut interne, le courant différentiel n'est pas nul

L'image ci-contre illustre le principe de base dans le cas d'un transformateur. Des transformateurs de courant, de part et d'autre du transformateur de puissance, fournissent une image du courant entrant et sortant du transformateur de puissance. Le courant passant dans le réseau étant trop grand, il est impossible d'alimenter des appareils électroniques avec. Le courant sortant des transformateurs de courant, appelé courant secondaire, est donc nettement inférieur à celui du réseau, appelé courant primaire.
Le courant secondaire des deux transformateurs de courant est alors sommé et mesuré par un ampèremètre (noté "87" sur la figure). En supposant un rapport de transformation de 1:1 pour le transformateur, et en l'absence de défaut ou quand celui-ci est extérieur, le courant mesuré par l'ampèremètre, appelé « courant différentiel », est nul, le courant provenant des deux côtés du transformateur de puissance s'annulant.
Par contre quand le défaut est interne au composant, du courant entre par les deux côtés de l'appareil, le courant différentiel n'est plus nul, la protection envoie au(x) disjoncteur(s) en série avec le transformateur l'ordre d'ouvrir le circuit, de déclencher.
Ce principe de fonctionnement peut être étendu à des appareils ayant plus de deux connexions. Le respect de la loi de Kirchhoff restant le critère déterminant.

## Histoire
La protection différentielle est imaginée à la fin du XIXe siècle par Elektrizitäts-AG Schuckert et AEG. Toutefois, elle est brevetée en 1903 par les Anglais Charles Hesterman Merz et Bernhard Price. La première application date de 1906 sur un câble 20 kV appartenant à la société County of Durham Electrical Power Distribution Company. AEG achète le brevet Merz-Price en 1907, ce qui permet l'expansion de cette technologie en Allemagne. La mine de Luisenthal et EW Westphalie sont les premiers équipés,.

## Imperfection de la mesure

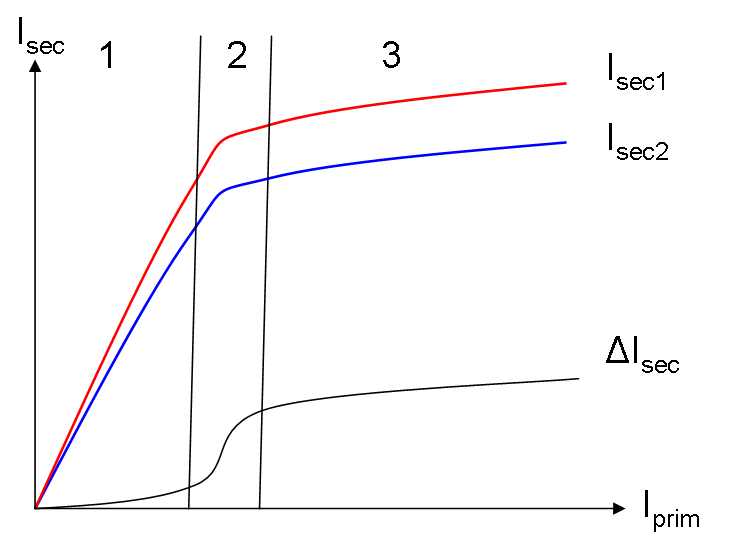
Les différents transformateurs de courant ne saturent pas nécessairement pour le même courant et de la même manière

Différents phénomènes rendent cependant le courant différentiel non nul alors qu'aucun défaut interne n'affecte l'appareil électrique. Il est important de les connaître pour éviter d'enlever du réseau un appareil sain.
Dans le cas présenté ci-dessus le transformateur de puissance a un rapport de conversion égal à 1 : le courant entrant est égal au courant sortant. Dans les faits celui-ci n'est jamais 1, la somme de IA et de IB n'est pas nulle, il faut multiplier le second par le rapport de conversion pour obtenir zéro en temps normal.
Sur les anciennes protections (avant la génération des protections numériques), ce rapport de conversion était pris en compte dans le ratio différent des transformateurs de courant installés d'un côté du transformateur et de l'autre. Par exemple, soit un transformateur de puissance ayant un courant nominal entrant de 1 000 A, un rapport de conversion de 2 et donc un courant nominal sortant de 2 000 A.
Pour compenser cela si le ratio du transformateur de courant à l'entrée est choisi de 1000:1, son courant secondaire est de 1 A quand le courant primaire est nominal, celui du transformateur de courant en sortie est choisie de 2000:1. En l'absence de défaut la somme est donc bien nulle. Un problème réside dans le fait que tous les ratios ne sont pas disponibles, ainsi si l'on reprend l'exemple précédent pour un rapport de conversion de 1,95 aucun transformateur de courant n'a un rapport de 1950:1. Il faut donc choisir un transformateur de courant de 2000:1, le courant différentiel n'est alors pas nul. Il faut donc introduire une plage de tolérance, ou utiliser des TC "recaleurs " entre les transformateurs de courant et la protection différentielles pour annuler ce biais. Cependant sur les protections numériques, ce recalage du ratio est effectué de façon logicielle et sans le biais décrit ci-dessus.
Le couplage du transformateur peut également influencer le ratio et le déphasage entre les courants secondaires. Il convient de monter ces derniers avec le même couplage que le primaire, ou d'implémenter de manière logicielle le déphasage et changement d'amplitude
Une seconde source de biais est la saturation des circuits magnétiques des transformateurs de courant. La protection différentielle ne doit en effet pas seulement fonctionner en régime nominal, l'appareil électrique doit également être protégé continuellement même lors d'un court-circuit. Lors d'un tel événement le courant est multiplié par un facteur important : 5, 10... 20 selon le réseau électrique. Les circuits magnétiques des transformateurs de courant peuvent donc saturer, leur courant secondaire n'est alors plus proportionnel au courant primaire. Si tous les transformateurs de courant saturent au même moment et de la même manière le courant différentiel reste nul, bien sûr ce n'est jamais le cas (voir évolution du courant différentiel avec la saturation sur l'image ci-contre), il faut donc se prémunir contre un déclenchement intempestif.

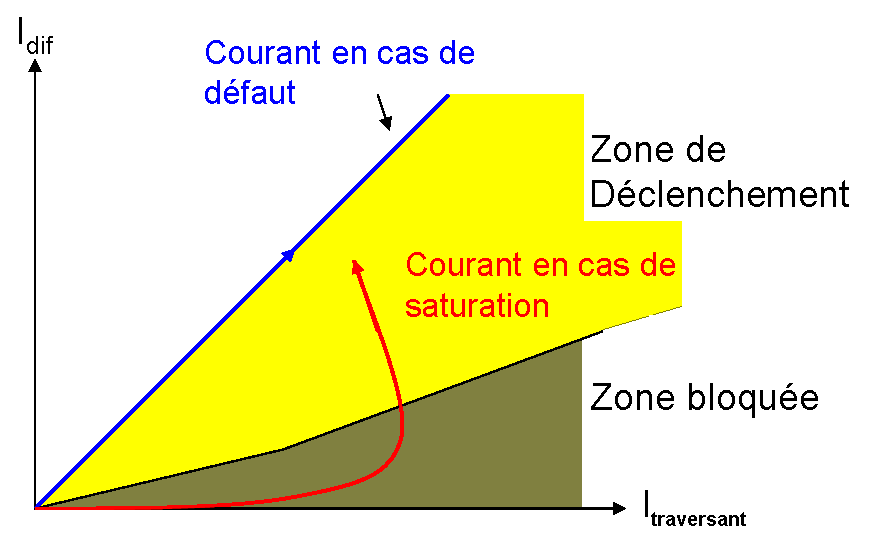
Le seuil de déclenchement du courant différentiel croît avec le courant traversant. La protection se bloque en cas de saturation des transformateurs de courant

Les transformateurs de courant ne saturent que si le courant primaire est élevé, pour savoir si celui-ci est élevé indépendamment de l'état de saturation de transformateurs de courant, un courant dit « traversant » est défini comme la somme des valeurs absolues des courants secondaires des transformateurs de courant. Dans les exemples précédents {\displaystyle I_{traversant}=|I_{a}|+|I_{b}|}. Plus celui-ci est grand, plus on tolère un grand courant différentiel avant de déclencher.
Un autre moyen de différencier un défaut interne de la saturation des transformateurs de courant est d'observer la trajectoire du courant différentiel sur un schéma courant différentiel / courant traversant. Dans le cas de la saturation (courbe rouge sur l'image) le courant différentiel est tout d'abord nul, suivant l'axe des abscisses, puis subitement augmente exponentiellement. Dans le cas d'un défaut le courant différentiel augmente de manière proportionnelle au courant traversant (courbe bleu sur l'image). Un algorithme est donc implémenté dans la protection pour reconnaître la trajectoire de la saturation et « bloquer » la protection, l'empêcher de déclencher, même si la zone de déclenchement est atteinte, même si le courant différentiel est important. Enfin il est possible d'éviter ce problème en choisissant des transformateurs de courant ne saturant pas pour aucun défaut interne à la zone surveillée.
Lors de l'enclenchement des transformateurs, un fort courant y est induit, similaire à un courant de court-circuit. Une de ses caractéristiques est d'être riche en 2e harmonique. Celle-ci est donc mesurée, si elle dépasse un certain seuil, la protection est bloquée pour un certain délai, le temps que le courant revienne à la normale.
Un dernier biais peut être apporté par le changeur de prises du transformateur. Celui-ci modifiant le rapport de transformation du transformateur, une erreur relative à la compensation du ratio est inévitable dès que le transformateur n'est pas sur sa prise principale.

## Délai
Généralement on n'implémente pas de délai pour une protection différentielle. Elle déclenche sans attendre dès qu'un défaut interne est détecté.

## Protection terre restreinte

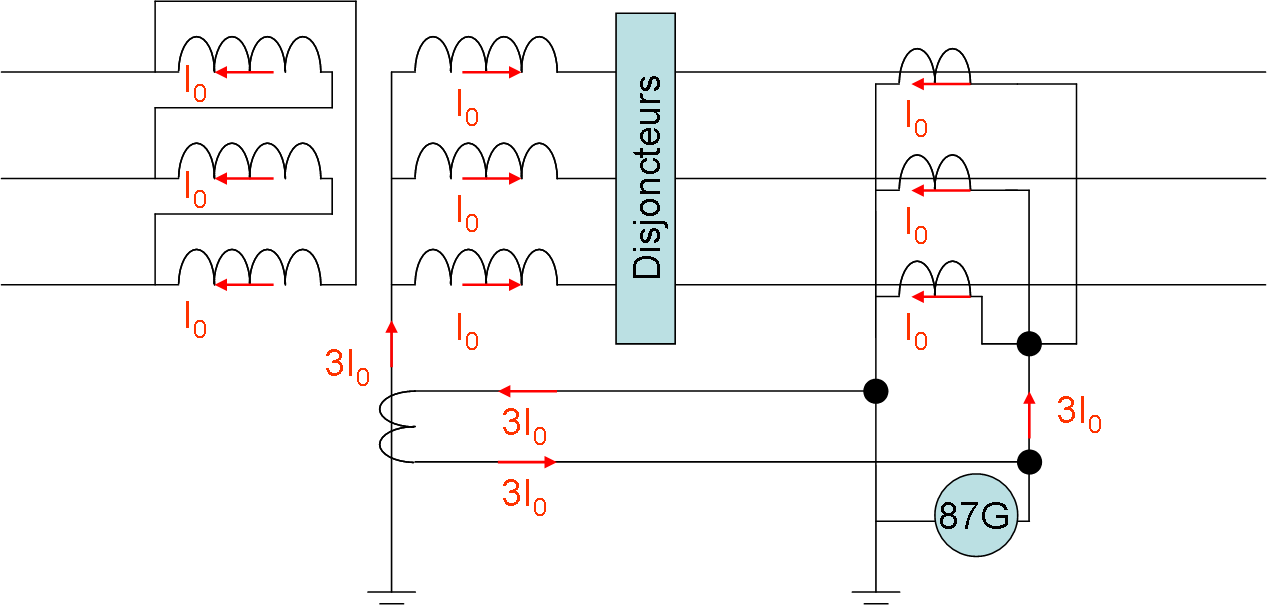
Principe de la protection de terre restreinte

La protection terre restreinte est un cas particulier de protection différentielle qui sert à protéger les transformateurs disposant d'un couplage étoile connecté à la terre. Elle mesure le courant homopolaire, celui-ci ne transitant pas entre les deux côtés du transformateur, la protection différentielle classique ne peut le gérer. Elle permet de distinguer les défauts ayant lieu dans la zone du transformateur de celle se déroulant à l'extérieur.
Dans la classification ANSI elle porte le numéro 64REF.
Les courants entrant dans les enroulements connectés en étoile sont comparés à celui allant à la terre. En temps normal on a:
{\displaystyle I_{phase1}+I_{phase2}+I_{phase3}+I_{neutre}=0}
Comme pour les autres protections différentielles le rapport de conversion et la saturation de transformateurs de courant doivent être pris en compte.
Cette protection peut être réalisée avec une protection différentielle classique 87G ou avec une protection maximum de courant phase directionnelle 67G.

## Applications
Tous les composants prioritaires de forte puissance peuvent être concernés : moteur, générateur, transformateur, jeu de barres, câble, ligne.

## Coût
Les relais différentiels sont moins coûteux que les relais de distance, ils sont donc assez répandus. J.L. Lilien parle d'un prix approximatif de 5 000 €.

## Traductions
1. ↑  « Restricted Earth Fault »